# 37e cérémonie des César
La 37e cérémonie des César du cinéma, organisée par  l'Académie des arts et techniques du cinéma, a eu lieu le 24 février 2012 au théâtre du Châtelet à Paris, et a récompensé les films sortis en 2011. La soirée était présidée par Guillaume Canet et présentée par Antoine de Caunes.
L'annonce des nominations a eu lieu le 27 janvier 2012.

## Présentateurs et intervenants
Par ordre d'apparition.
- Guillaume Canet, président de la cérémonie
- Antoine de Caunes, maître de cérémonie

- Tahar Rahim, pour la remise du César du meilleur espoir féminin
- Mathilde Seigner, pour la remise du César du meilleur acteur dans un second rôle
- Helena Noguerra, pour la remise du César des meilleurs costumes et du César des meilleurs décors
- Alexandre Astier, pour la remise du César du meilleur film d'animation
- Aure Atika, pour la remise du César du meilleur espoir masculin
- Sylvie Testud, pour la remise du César du meilleur premier film
- Sketch de Julie Ferrier
- Julie Ferrier, remise du César du meilleur film documentaire
- Alice Taglioni, remise du César de la meilleure musique
- Michel Gondry, remise du César d'honneur
- Kad Merad, remise du César de la meilleure actrice dans un second rôle
- Audrey Fleurot, Zoé Félix et Olivia Bonamy, remise du César du meilleur court-métrage
- Sara Forestier, remise du César du meilleur scénario
- Mathieu Kassovitz, remise du César de la meilleure photographie
- Hommage à Annie Girardot
- Frédéric Beigbeder, remise du César de la meilleure adaptation
- Valérie Bonneton, remise du César du meilleur montage et du César du meilleur son
- Laurent Lafitte, remise du César du meilleur film étranger
- Julie Depardieu et Éric Elmosnino, remise du César du meilleur réalisateur
- Gilles Lellouche, remise du César de la meilleure actrice
- Nicole Garcia, remise du César du meilleur acteur
- Guillaume Canet, remise du César du meilleur film

## Palmarès

### Meilleur film
- The Artist de Michel Hazanavicius, produit par Thomas Langmann
  - La guerre est déclarée de Valérie Donzelli, produit par Édouard Weil
  - Le Havre d'Aki Kaurismäki, produit par Fabienne Vonier
  - Polisse de Maïwenn, produit par Alain Attal
  - L'Exercice de l'État de Pierre Schoeller, produit par Denis Freyd
  - Pater d'Alain Cavalier, produit par Michel Seydoux
  - Intouchables d'Éric Toledano et Olivier Nakache, produit par Nicolas Duval Adassovsky, Yann Zenou, Laurent Zeitoun

### Meilleur réalisateur

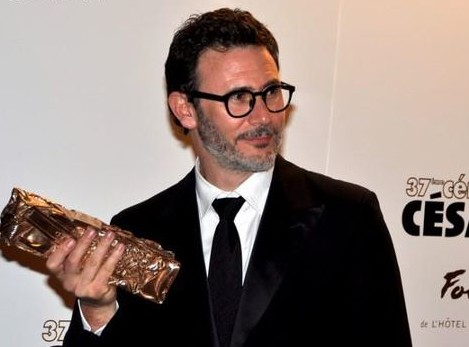
Michel Hazanavicius remporte le césar du meilleur réalisateur.

- Michel Hazanavicius pour The Artist
  - Alain Cavalier pour Pater
  - Pierre Schoeller pour L'Exercice de l'État
  - Valérie Donzelli pour La guerre est déclarée
  - Éric Toledano et Olivier Nakache pour Intouchables
  - Aki Kaurismäki pour Le Havre
  - Maïwenn pour Polisse

### Meilleur acteur

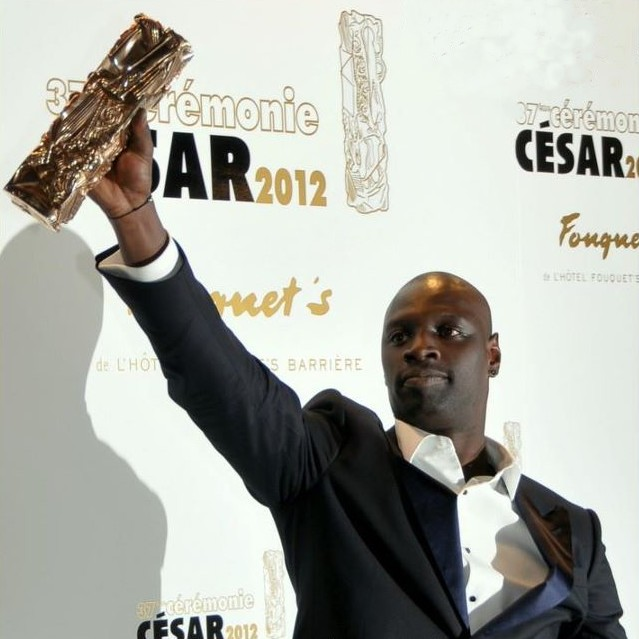
Omar Sy remporte le César du meilleur acteur.

- Omar Sy pour le rôle de Driss dans Intouchables
  - Sami Bouajila pour le rôle d'Omar Raddad dans Omar m'a tuer
  - François Cluzet pour le rôle de Philippe dans Intouchables
  - Jean Dujardin pour le rôle de George Valentin dans The Artist
  - Olivier Gourmet pour le rôle de Bertrand Saint-Jean dans L'Exercice de l'État
  - Denis Podalydès pour le rôle de Nicolas Sarkozy dans La Conquête
  - Philippe Torreton pour le rôle d'Alain Marécaux dans Présumé Coupable

### Meilleure actrice

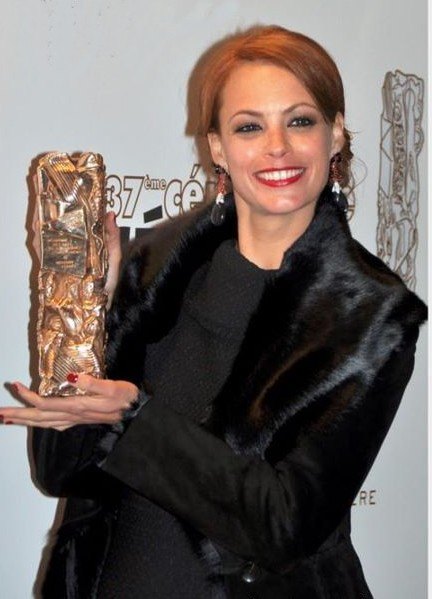
Bérénice Bejo, couronnée meilleure actrice.

- Bérénice Bejo pour le rôle de Peppy Miller dans The Artist
  - Leïla Bekhti pour le rôle de Leila dans La Source des femmes
  - Valérie Donzelli pour le rôle de Juliette dans La guerre est déclarée
  - Marina Foïs pour le rôle d'Iris dans Polisse
  - Marie Gillain pour le rôle de Claire dans Toutes nos envies
  - Karin Viard pour le rôle de Nadine dans Polisse
  - Ariane Ascaride pour le rôle de Marie-Claire dans Les Neiges du Kilimandjaro

### Meilleur acteur dans un second rôle

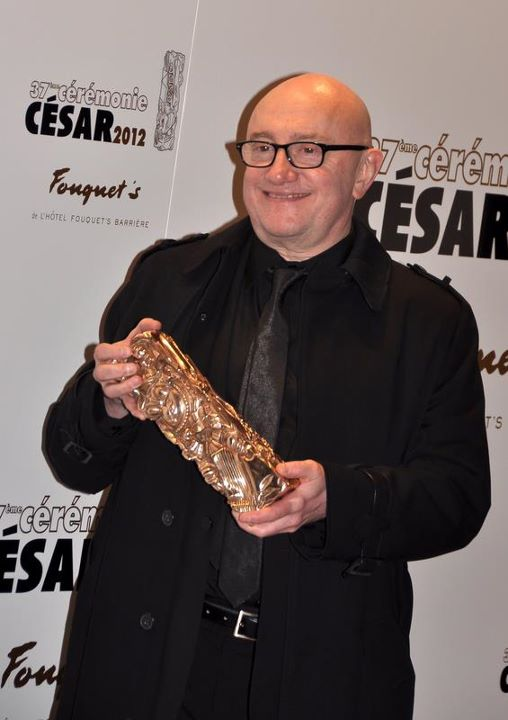
Michel Blanc remporte le César du meilleur acteur dans un second rôle.

- Michel Blanc pour le rôle de Gilles, le directeur de cabinet du ministre, dans L'Exercice de l'État 
  - Nicolas Duvauchelle pour le rôle de Mathieu dans Polisse
  - JoeyStarr pour le rôle de Fred dans Polisse
  - Bernard Le Coq pour le rôle de Jacques Chirac dans La Conquête
  - Frédéric Pierrot pour le rôle de Balloo dans Polisse

### Meilleure actrice dans un second rôle
- Carmen Maura pour le rôle de Concepción Ramírez dans Les Femmes du 6e étage
  - Zabou Breitman pour le rôle de Pauline dans L'Exercice de l'État
  - Anne Le Ny pour le rôle d'Yvonne dans Intouchables
  - Noémie Lvovsky pour le rôle de Marie-France dans L'Apollonide : Souvenirs de la maison close
  - Karole Rocher pour le rôle de Chrys dans Polisse

### Meilleur espoir masculin
- Grégory Gadebois pour le rôle de Tony dans Angèle et Tony
  - Nicolas Bridet pour le rôle de Philippe Amelot dans Tu seras mon fils
  - Guillaume Gouix pour le rôle de Jimmy Rivière dans Jimmy Rivière
  - Pierre Niney pour le rôle de Primo dans J'aime regarder les filles
  - Dimitri Storoge pour le rôle de Monmon Vidal (jeune) dans Les Lyonnais

### Meilleur espoir féminin

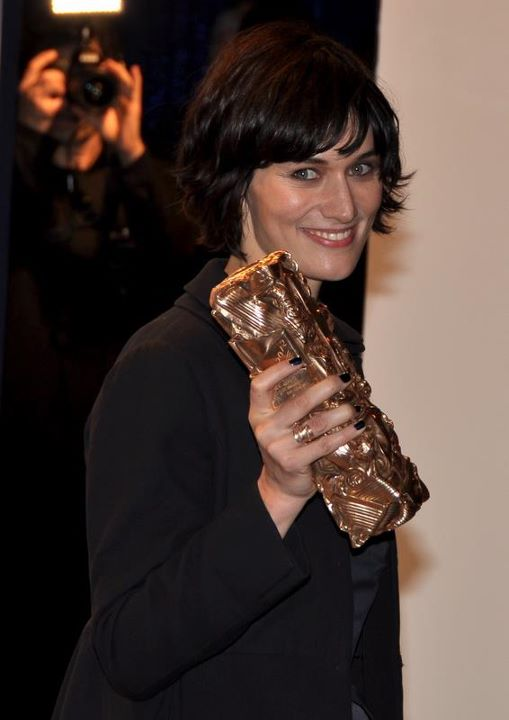
Clotilde Hesme, césar du meilleur espoir féminin ex æquo avec Naidra Ayadi.

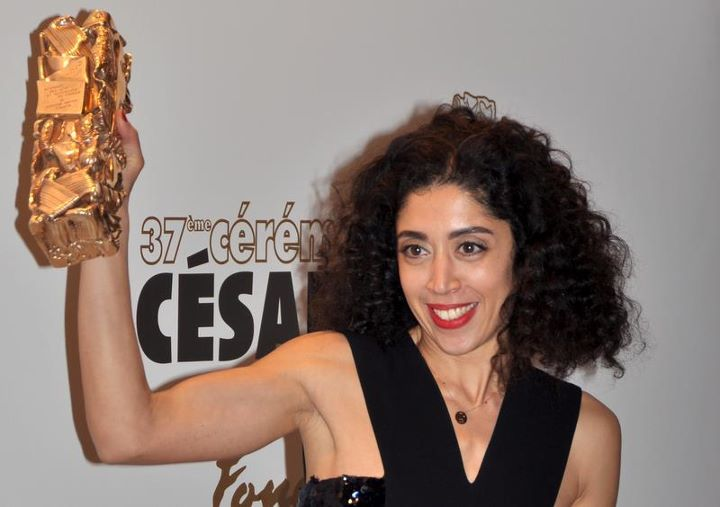
Naidra Ayadi, césar du meilleur espoir féminin ex æquo avec Clotilde Hesme.

- Naidra Ayadi pour le rôle de Nora dans Polisse (ex æquo)
- Clotilde Hesme pour le rôle d'Angèle dans Angèle et Tony (ex æquo)
  - Adèle Haenel pour le rôle de Léa dans L'Apollonide : Souvenirs de la maison close
  - Céline Sallette pour le rôle de Clotilde dans L'Apollonide : Souvenirs de la maison close
  - Christa Théret pour le rôle de Sarah dans La Brindille

### Meilleur scénario original
- L'Exercice de l'État – Pierre Schoeller
  - La guerre est déclarée – Valérie Donzelli et Jérémie Elkaïm
  - The Artist – Michel Hazanavicius
  - Polisse – Maïwenn et Emmanuelle Bercot
  - Intouchables – Éric Toledano et Olivier Nakache

### Meilleure adaptation
- Carnage – Roman Polanski et Yasmina Reza, adapté de la pièce de théâtre Le Dieu du carnage de Yasmina Reza
  - La Délicatesse – David Foenkinos, adapté du roman La Délicatesse de David Foenkinos
  - Présumé Coupable – Vincent Garenq, adapté du document Chronique de mon erreur judiciaire d'Alain Marécaux
  - Omar m'a tuer – Olivier Gorce, Roschdy Zem, Rachid Bouchareb et Olivier Lorelle, adapté du document Pourquoi moi ? d'Omar Raddad
  - L'Ordre et la Morale – Mathieu Kassovitz, Benoît Jaubert et Pierre Geller, adapté du document La Morale et l'action de Philippe Legorjus

### Meilleurs décors
- The Artist – Laurence Bennett
  - L'Apollonide : Souvenirs de la maison close – Alain Guffroy
  - Les Femmes du 6e étage – Pierre-François Limbosch
  - L'Exercice de l'État – Jean-Marc Tran Tan Ba
  - Le Havre – Wouter Zoon

### Meilleurs costumes
- L'Apollonide : Souvenirs de la maison close – Anaïs Romand
  - My Little Princess – Catherine Baba
  - The Artist – Mark Bridges
  - Les Femmes du 6e étage – Christian Gasc
  - La Source des femmes – Viorica Petrovici

### Meilleure photographie
- The Artist – Guillaume Schiffman
  - Polisse – Pierre Aïm
  - L'Apollonide : Souvenirs de la maison close – Josée Deshaies
  - L'Exercice de l'État – Julien Hirsch
  - Intouchables – Mathieu Vadepied

### Meilleur montage
- Polisse – Laure Gardette et Yann Dedet
  - The Artist – Anne-Sophie Bion et Michel Hazanavicius
  - L'Exercice de l'État – Laurence Briaud
  - La guerre est déclarée – Pauline Gaillard
  - Intouchables – Dorian Rigal-Ansous

### Meilleur son
- L'Exercice de l'État – Olivier Hespel, Julie Brenta et Jean-Pierre Laforce
  - Intouchables – Pascal Armant, Jean Goudier et Jean-Paul Hurier
  - L'Apollonide : Souvenirs de la maison close – Jean-Pierre Duret, Nicolas Moreau et Jean-Pierre Laforce
  - Polisse – Nicolas Provost, Rym Debbarh-Mounir et Emmanuel Croset
  - La guerre est déclarée – André Rigaut, Sébastien Savine et Laurent Gabiot

### Meilleure musique
- The Artist – Ludovic Bource
  - Les Bien-Aimés – Alex Beaupain
  - L'Apollonide : Souvenirs de la maison close – Bertrand Bonello
  - Un monstre à Paris – Matthieu Chedid et Patrice Renson
  - L'Exercice de l'État – Philippe Schœller

### Meilleur premier film
- Le Cochon de Gaza de Sylvain Estibal
  - 17 filles de Delphine et Muriel Coulin
  - Angèle et Tony d'Alix Delaporte
  - La Délicatesse de Stéphane et David Foenkinos
  - My Little Princess d'Eva Ionesco

### Meilleur film d'animation
- Le Chat du rabbin de Joann Sfar et Antoine Delesvaux
  - Le Cirque de Nicolas Brault
  - La Queue de la souris de Benjamin Renner
  - Un monstre à Paris de Bibo Bergeron
  - Le Tableau de Jean-François Laguionie

### Meilleur film documentaire
- Tous au Larzac de Christian Rouaud
  - Le Bal des menteurs de Daniel Leconte
  - Crazy Horse de Frederick Wiseman
  - Ici on noie les Algériens de Yasmina Adi
  - Michel Petrucciani de Michael Radford

### Meilleur film étranger
- Une séparation (جدایی نادر از سیمین) de Asghar Farhadi •  Iran
  - Black Swan de Darren Aronofsky •  États-Unis
  - Le Discours d'un roi (The King's Speech) de Tom Hooper •  Royaume-Uni
  - Drive de Nicolas Winding Refn •  États-Unis
  - Le Gamin au vélo de Jean-Pierre Dardenne et Luc Dardenne •  Belgique
  - Incendies de Denis Villeneuve •  Canada
  - Melancholia de Lars von Trier •  Danemark,  Suède,  France,  Allemagne,  Italie,  Espagne

### Meilleur court-métrage
- L'Accordeur d'Olivier Treiner
  - La France qui se lêve tôt d'Hugo Chesnard
  - J'aurais pu être une pute de Baya Kasmi
  - Je pourrais être votre grand-mère de Bernard Tanguy
  - Un monde sans femmes de Guillaume Brac

### César d'honneur
- Kate Winslet pour l'ensemble de sa carrière.

### Prix Daniel Toscan du Plantier
- Alain Attal pour Polisse de Maïwenn

## Récompenses et nominations multiples

### Nominations multiples
13 : Polisse
11 : L'Exercice de l'État
10 : The Artist
9 : Intouchables
8 : L'Apollonide : Souvenirs de la maison close
6 : La guerre est déclarée
3 : Le Havre, Angèle et Tony Les Femmes du 6e étage
2 : Pater, Omar m'a tuer, La Conquête, Présumé Coupable, Un monstre à Paris, La Délicatesse, My Little Princess

### Récompenses multiples
6 / 10 : The Artist
3 / 11 : L'Exercice de l'État
2 / 13 : Polisse
2 / 3 : Angèle et Tony